# 德龍
德龍，本名唐納德·斯特龍（英語：Donald Sturgeon），英國籍漢學、哲學學者，國學網站「中國哲學書電子化計劃」創辦人。

## 經歷
擁有電腦科學、漢學、哲學專長，長年在臺灣、香港、美國從事研究或教學。

### 創辦「中國哲學書電子化計劃」網站
該網站於2006年創立。創立目的是建立一個線上開放電子圖書館，為中外學者提供中國歷代經典文獻。
該網站收藏的文本已超過三萬部著作，並有五十億字之多，為歷代中文文獻資料庫最大者。擁有原典資料庫、內部字典、詞語分析、相似段落資料、原典影像、引得、索引、翻譯（文言文翻成白話文和英文）等功能。

## 著作
- 《墨辯中的語言哲學》，臺北：花木蘭文化事業有限公司，2012年。[5]